# Iso Selkäsaari (ö i Mellersta Finland, Äänekoski)
Iso Selkäsaari är en ö i Finland. Den ligger i sjön Sumiainen och i kommunen Äänekoski i den ekonomiska regionen  Äänekoski ekonomiska region  och landskapet Mellersta Finland, i den centrala delen av landet, 280 km norr om huvudstaden Helsingfors. Öns area är 14,7 hektar och dess största längd är 0,8 kilometer i nord-sydlig riktning.